# Leonhard Holzberger
Leonhard Holzberger (* 7. Dezember 1900 in Nürnberg; † 5. September 1987 in Marktredwitz) war ein deutscher Volkswirt und Kommunalpolitiker.

## Werdegang
Holzberger studierte an der Friedrich-Alexander-Universität Volkswirtschaft. 1926 wurde er im Corps Bavaria Erlangen recipiert. Er wurde 1924 mit der Dissertation Das Zollwesen der Reichsstadt Nürnberg im 17. und 18. Jahrhundert zum Dr. rer. pol. promoviert. Zum 1. Mai 1933 trat Holzberger in die NSDAP ein (Mitgliedsnummer 2.525.637). Nach Tätigkeiten in den Bezirksämtern Lichtenfels und Uffenheim wurde Holzberger am 10. September 1939 zum Landrat in Wunsiedel ernannt und in der Zeit von August bis Dezember 1942 zugleich vertretungsweise mit der Wahrnehmung der Geschäfte des Landrats in Rehau beauftragt. Vom 22. Februar 1943 bis Mai 1945 musste er Kriegsdienst leisten, kam in Kriegsgefangenschaft und wurde bis zum 23. April 1948 interniert. Im Entnazifizierungsverfahren wurde er durch die Spruchkammer Hammelburg als Mitläufer eingestuft, so dass er in den öffentlichen Dienst zurückkehren konnte. Zum 1. August 1950 wurde er Regierungsrat in Tirschenreuth. Dort blieb er bis Mai 1952, als er sich um das Amt des Oberbürgermeisters in Marktredwitz beworben hatte.
Als Kandidat der Freien Wähler Bayern und getragen von der CSU wurde er 1952 zum Oberbürgermeister der damals kreisfreien Stadt Marktredwitz gewählt. Er blieb bis 1970 im Amt. In seine Amtszeit fällt der Wiederaufbau und ein enormer Anstieg der Bevölkerung. Ab 1952 wurde ein neues Schulzentrum mit weiterführenden Schulen errichtet. Für den sozialen Wohnungsbau wurde 1955 die Gemeinnützige Wohnungsbaugesellschaft (GEWOG) gegründet. 1963 wurde das Otto-Hahn-Gymnasium (Marktredwitz) neu gebaut, 1969 nahm der Neubau des Krankenhauses seinen Betrieb auf.

## Ehrungen
- Bayerischer Verdienstorden
- Verdienstorden der Bundesrepublik Deutschland, Bundesverdienstkreuz 1. Klasse (1976)
- Ehrenbürger von Marktredwitz, für seine Verdienste um den Wohnungs- und Schulbau sowie die Stadtplanung (29. April 1970)